# Fondation politique européenne
Une fondation politique européenne, anciennement connue sous le nom de fondation politique au niveau européen, est un type de fondation politique affiliée à un parti politique européen, mais indépendante de celui-ci, et opérant au niveau transnational en Europe et au sein des institutions de l'Union européenne (UE).
Les fondations politiques européennes mènent des activités politiques spécifiques et sont des réseaux de fondations politiques nationales. Elles sont réglementées et financées par le règlement européen 1141/2014 relatif au statut et au financement des partis politiques européens et des fondations politiques européennes, et leurs opérations sont supervisées par l'Autorité pour les partis politiques européens et les fondations politiques européennes (APPF).

## Histoire

### Années 1970–2003
Les partis politiques européens furent formés dans les années 1970, en amont des premières élections du Parlement européen au suffrage universel direct. En 1992, le traité de Maastricht accorde la première reconnaissance juridique aux partis européens et, en 1997, le traité d'Amsterdam permet le financement public des partis européens par l'intermédiaire des groupes politiques du Parlement européen. À la suite des critiques formulées par la Cour des comptes européenne à l'encontre de ce dispositif, le traité de Nice autorise, en 2001, le financement des partis européens directement à partir du budget de l'Union européenne.
En novembre 2003, le Parlement européen et le Conseil de l'Union européenne adoptent le règlement 2004/2003 « relatif au statut et au financement des partis politiques au niveau européen », qui fournit la première définition officielle des partis politiques européens et créé un cadre pour leur financement public. Le règlement ne prévoit toutefois pas de reconnaissance juridique ni de financement public pour les fondations politiques européennes.

### 2006–2007
Dans sa résolution du 23 mars 2006 sur les partis européens, le Parlement européen a estimé que, « dans la phase actuelle de réflexion sur l'avenir de l'Union européenne », plusieurs questions doivent être examinées, notamment la manière dont « les fondations politiques européennes [peuvent] être soutenues afin de contribuer au travail d'information et d'éducation politiques des partis politiques européens ». Le Parlement européen demande à la Commission européenne de présenter des propositions sur ce sujet, mais ne demande pas explicitement le financement public des fondations européennes.
En décembre 2007, le Parlement européen et le Conseil de l'Union européenne adoptent le règlement 1524/2007, modifiant le règlement 2004/2003, qui fournit, entre autres, une définition juridique des fondations politiques européennes et en les inclut dans le système de financement public existant.
Les fondations politiques européennes sont définies comme « une entité ou un réseau d'entités qui a la personnalité juridique dans un État membre, est affilié à un parti politique au niveau européen et qui, par ses activités, dans le cadre des objectifs et des valeurs fondamentales poursuivis par l'Union européenne, soutient et complète les objectifs du parti politique au niveau européen en effectuant, notamment, [...] des observations, analyses et contributions au débat sur les questions de politique publique européenne et sur le processus d'intégration européenne ; le développement d'activités liées aux questions de politique publique européenne [...] ; le développement de la coopération avec des entités du même type afin de promouvoir la démocratie ; [et] sert de cadre aux fondations politiques nationales, aux universitaires et aux autres acteurs concernés pour travailler ensemble au niveau européen. »
Le nouveau cadre prévoit que, sur une enveloppe donnée, 15% soient répartis de manière égale (la somme forfaitaire) et 85% répartis proportionnellement au nombre de députés de chaque parti au Parlement européen (le financement basé sur les députés). En outre, le financement public ne doit pas dépasser 85% des dépenses remboursables d'une fondation européenne (appelé « taux de cofinancement ») ; ceci signifie que les fondations européennes sont tenues de lever 15% de leur budget à partir de sources privées spécifiques (les « ressources propres »), telles que des dons ou des cotisations de leurs membres. Le règlement 1524/2007 met également à jour les obligations de transparence, les plafonds des dons et les interdictions de dépenses, et les applique aux partis et fondations européens.

### 2014

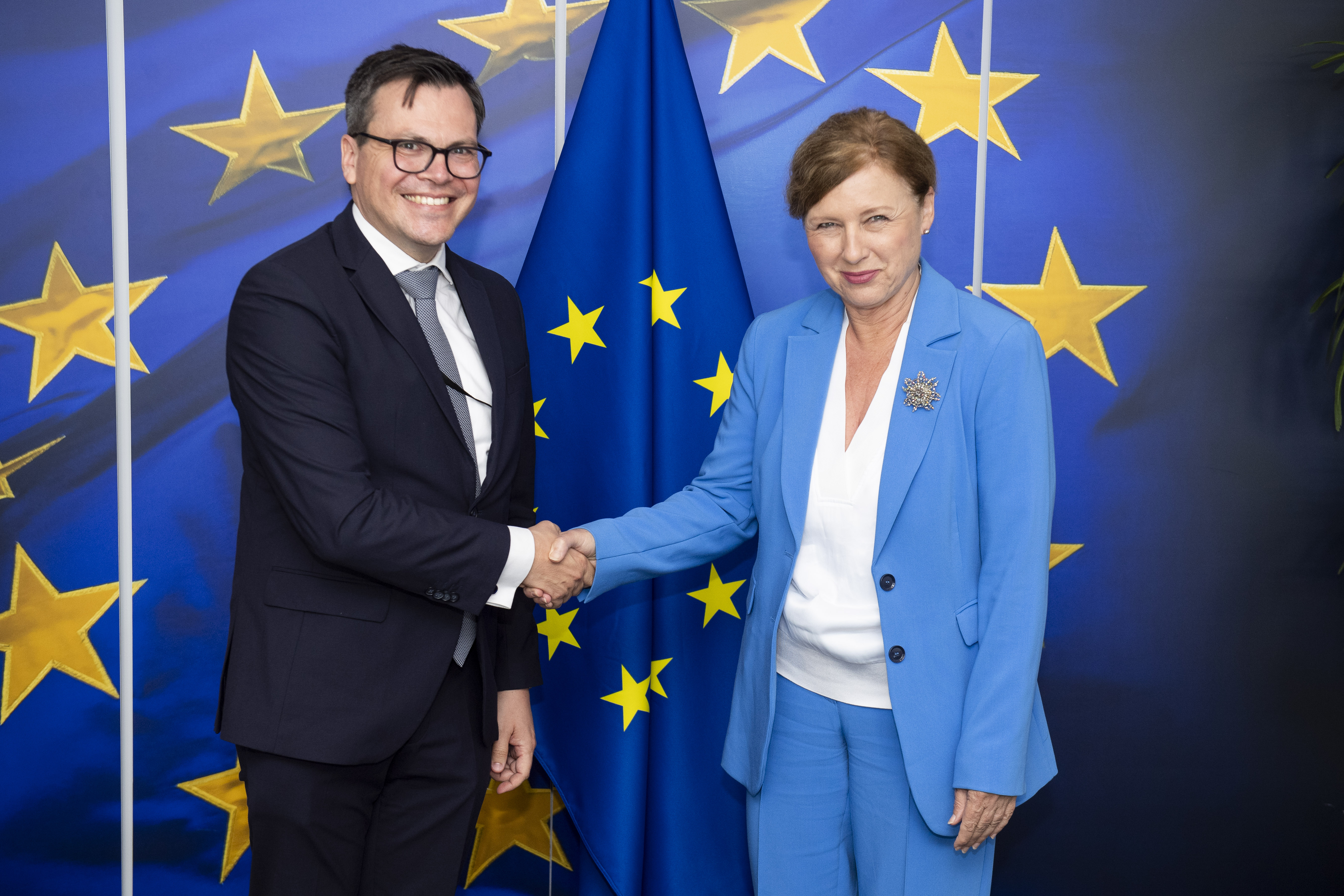
Vĕra Jourová, vice-présidente de la Commission européenne en charge des valeurs et de la transparence, et Pascal Schonard, directeur de l'APPF

En octobre 2014, le Parlement européen et le Conseil adoptent le règlement 1141/2014, qui remplace le règlement 2004/2003 et remanie le cadre des partis et fondations politiques européens, notamment en leur conférant un statut juridique européen. Ce règlement crée également l’Autorité pour les partis politiques européens et les fondations politiques européennes (APPF), une entité autonome chargée d’enregistrer, de contrôler et d’imposer des sanctions aux partis et fondations européens.
Le règlement 1141/2014 s'applique à compter du 1er janvier 2017 et couvre les activités des partis et fondations européens à compter de l'exercice 2018. Depuis lors, les demandes de financement public sont déposées auprès de l'APPF, mais les décisions de financement restent du ressort du Parlement européen.

### 2018–2019
En mai 2018, le Parlement européen et le Conseil adoptent le règlement 2018/673, qui modifie le règlement 1141/2014 en détaillant les dispositions relatives à l'enregistrement des partis politiques et des fondations politiques, et à la transparence concernant les programmes politiques et les logos des partis.
Le règlement 2018/673 introduit notamment un certain nombre de modifications, parmi lesquelles :
- dans le montant global des financements publics disponibles, les parts de la somme forfaitaire et du financement basé sur les députés européens sont portées respectivement à 10 et 90% (contre 15 et 85% auparavant) ; et
- le taux de cofinancement des fondations européennes est ramené à 5% (et 10% pour les partis européens ; contre 15% pour les deux auparavant).

En mars 2019, le Parlement européen et le Conseil adoptent le règlement 2019/493, qui modifie à nouveau le règlement 1141/2014. Les changements portent principalement sur l’utilisation des données personnelles par les partis politiques et les fondations européennes. Les modalités de mise en œuvre du règlement sont plus tard mises à jour par la décision du Bureau du Parlement européen du 1er juillet 2019.

### Années 2020
En juin 2021, conformément à l'article 38 du règlement 1141/2014, les députés Charles Goerens (ADLE) et Rainer Wieland (PPE) de la commission des affaires constitutionnelles du Parlement européen (AFCO) présentent un projet de rapport sur la mise en œuvre du règlement. En ce qui concerne le financement, le projet de rapport demande à la Commission et aux colégislateurs de clarifier la définition du financement indirect des partis politiques et fondations européens aux partis membres nationaux, de supprimer l'interdiction de financer les campagnes référendaires sur les questions européennes, d'autoriser le financement des partis européens par des partis et fondations nationaux non européens (ce qui, après le Brexit, signifiait que les partis politiques et fondations du Royaume-Uni ne pouvaient plus financer leurs homologues européens), d'élargir les catégories de financement privé, de diminuer le taux de cofinancement des partis européens et de simplifier les procédures comptables.
En novembre 2021, la Commission européenne propose un texte pour un nouveau règlement visant à remplacer le règlement 1141/2021, en utilisant la procédure de refonte. En mars 2022, le Conseil de l’Union européenne adopte un accord politique (sa propre position de négociation). En juillet 2022, la commission AFCO du Parlement européen adopte sa propre position, qui est approuvée en séance plénière en septembre 2022. Des trilogues entre le Parlement européen, le Conseil de l’Union européenne et la Commission européenne ont eu lieu en septembre, octobre et novembre 2022, ainsi qu’en mars 2023, mais n’aboutissent pas à un accord.

## Financement
Les fondations européennes utilisent des fonds publics et privés pour financer leurs activités ; le financement public désigne exclusivement les fonds provenant du budget général de l'Union européenne et ne peut provenir directement des États membres ou de pays tiers, ou d'entités sous leur contrôle.
En matière de financement public, chaque année, le Parlement européen alloue une somme totale pour financer les fondations politiques européennes affiliées à des partis européens éligibles au financement public européen : 10% de ce montant est distribué via une somme forfaitaire, allouée de manière égale à toutes les fondations européennes éligibles, tandis que 90% sont distribués proportionnellement à la part des députés européens qui sont membres des partis d'affiliation des fondations.
Pour l'exercice 2025, les fondations politiques européennes se sont vu allouer un total de 24 millions d'euros. En fonction de leur propre demande de financement public européen et de leur montant de « frais remboursables », les fondations européennes peuvent in fine recevoir moins que leur allocation maximale. Les financements publics européens représentent la grande majorité des revenus des fondations européennes.
Par exemple, la comparaison des allocations maximales et des montants finaux du financement public pour l’année 2021 est la suivante :
| Fondation européenne | Fondation européenne                         | Allocation maximale | Montant final | Part de l'allocation maximale obtenue |
| -------------------- | -------------------------------------------- | ------------------- | ------------- | ------------------------------------- |
|                      | Centre d'études européennes Wilfried Martens | 6 144 286 €         | 5 963 141 €   | 97,05%                                |
|                      | Fondation européenne d'études progressistes  | 4 996 447 €         | 4 959 360 €   | 99,26%                                |
|                      | Forum Libéral Européen                       | 2 636 977 €         | 2 636 977 €   | 100,00%                               |
|                      | Fondation européenne verte                   | 2 238 717 €         | 2 088 792 €   | 93,30%                                |
|                      | Nouvelle direction                           | 2 052 425 €         | 2 052 425 €   | 100,00%                               |
|                      | Fondation Patriotes pour l'Europe            | 2 121 196 €         | 577 027 €     | 27,20%                                |
|                      | Transformer l'Europe                         | 1 192 791 €         | 1 191 366 €   | 99,88%                                |
|                      | Institut des Démocrates Européens            | 538 448 €           | 502 109 €     | 93,25%                                |
|                      | Fondation Coppieters                         | 572 715 €           | 561 149 €     | 97,98%                                |
|                      | Salux                                        | 401 927 €           | 401 927 €     | 100,00%                               |

En ce qui concerne le financement privé, les fondations européennes reçoivent principalement des contributions financières de leurs partis membres nationaux, qui, à leur tour, reçoivent presque toujours des fonds publics des États membres. Les dons des personnes morales et surtout des particuliers ne jouent qu'un rôle limité.
L'APPF surveille les dons et les contributions aux fondations politiques européennes et publie une liste annuelle des donateurs.

## Fondations politiques européennes

### Fondations européennes actuelles
Au mois de décembre 2024, dix fondations politiques européennes sont enregistrées auprès de l'APPF:
| Nom | Nom                                          | Abbr.  | Président                                        | Fondation | Parti politique européen                                         | Groupe politique |
| --- | -------------------------------------------- | ------ | ------------------------------------------------ | --------- | ---------------------------------------------------------------- | ---------------- |
|     | Wilfried Martens Centre for European Studies | WMCES  | Mikuláš Dzurinda (SK)                            | 2007      | Parti populaire européen                                         | Group PPE        |
|     | Foundation for European Progressive Studies  | FEPS   | Maria João Rodrigues (PT)                        | 2008      | Parti socialiste européen                                        | S&D              |
|     | European Liberal Forum                       | ELF    | Jan-Christoph Oetjen (DE)                        | 2007      | Parti de l'Alliance des libéraux et des démocrates pour l'Europe | Renew            |
|     | Fondation européen verte                     | GEF    | Dirk Holemans (BE), Susanne Rieger (AT)          | 2008      | Parti vert européen                                              | Verts/ALE        |
|     | New Direction                                | ND     | Tomasz Poręba (PL)                               | 2010      | Parti des conservateurs et réformistes européens                 | CRE              |
|     | Patriots for Europe Foundation               | PfEF   | András László (HU)                               | 2015      | Patriotes.eu                                                     | PfE              |
|     | Transform Europe                             | TE     | Marga Ferré (es) (ES), Cornelia Hildebrandt (DE) | 2001      | Parti de la gauche européenne                                    | The Left         |
|     | Institute of European Democrats              | IED    | Francesco Rutelli (IT)                           | 2004      | Parti démocrate européen                                         | Renew            |
|     | Coppieters Foundation                        | CF     | Xabier Macias Virgós (ES)                        | 2007      | Alliance libre européenne                                        | Verts/ALE        |
|     | Sallux                                       | Sallux | David Fieldsend (UK)                             | 2011      | Mouvement politique chrétien européen                            | CRE, Groupe PPE  |

### Anciennes fondations européennes
Les entités ci-dessous étaient précédemment enregistrées auprès de l'APPF:
| Nom | Nom                 | Abrév. | Affilié à                           | Fondation     | Radié du registre |
| --- | ------------------- | ------ | ----------------------------------- | ------------- | ----------------- |
|     | Europa Terra Nostra | ETN    | Alliance pour la paix et la liberté | 24 avril 2018 | 13 septembre 2018 |

Les entités ci-dessous furent précédemment éligibles à un financement public européen ; cependant, elles n'ont jamais été enregistrées auprès de l'APPF.
| Nom | Nom                                                | Abbr.  | Affiliation                                              | Fondation | Dissolution | Récipiendaire de financement public européen |
| --- | -------------------------------------------------- | ------ | -------------------------------------------------------- | --------- | ----------- | -------------------------------------------- |
|     | EUROPA – Osservatorio sulle politiche dell'unione  | EUROPA | Alliance pour l'Europe des nations                       | 2007      | 2009        | 2007–2008                                    |
|     | Les Refondateurs Européens                         | AEN    | Alliance des démocrates indépendants en Europe           | 2007      | 2009        | 2007–2008                                    |
|     | Foundation for EU Democracy                        | FEUD   | Européens unis pour la démocratie                        | 2007      | 2010        | 2007–2010                                    |
|     | Organisation for European Interstate Cooperation   | OEIC   | Européens unis pour la démocratie                        | 2011      | 2016        | 2011–2016                                    |
|     | European Foundation for Freedom                    | EFF    | Alliance européenne pour la liberté                      | 2011      | 2016        | 2011–2016                                    |
|     | Foundation for a Europe of Liberties and Democracy | FELD   | Mouvement pour l'Europe des libertés et de la démocratie | 2012      | 2015        | 2012–2015                                    |
|     | Identités et Traditions Européennes                | ITE    | Alliance européenne des mouvements nationaux             | 2013      | 2016        | 2013–2016                                    |
|     | Initiative for Direct Democracy in Europe          | IDDE   | Alliance pour la démocratie directe en Europe            | 2015      | 2016        | 2015–2015                                    |
|     | Foundation Pegasus                                 | FP     | Coalition pour la vie et la famille                      | 2017      | 2017        | ,                                            |

## Remarques
1. ↑  Les fondations politiques européennes étaient désignées sous le nom de « fondation politique au niveau européen » dans le règlement 1524/2007, qui établit un cadre pour leur financement public ; elles sont restées désignées sous ce nom dans les documents officiels ultérieurs relatifs au financement. Cette appellation est devenue « fondations politiques européennes » avec l'adoption du règlement 1141/2014 d'octobre 2014, et dans tous les documents relatifs au financement après l'entrée en vigueur de ce règlement en 2016.
2. 1 2  Dans le cadre d'un programme pilote de la Commission européenne.
3. ↑  Renommée "Association pour la Fédération Politique Européenne pour la Démocratie" en avril 2008.
4. ↑  La note du secrétaire général du Parlement européen sur les rapports finaux 2017 des partis politiques et des fondations au niveau européen indique qu'« un parti et une fondation, pour lesquels le préfinancement n'a pas été versé, n'ont ni coopéré avec l'auditeur externe ni soumis de rapport final pour l'exercice 2017. Toutes les tentatives des services du Parlement européen pour contacter les bénéficiaires respectifs sont restées infructueuses. Il semble que les deux entités aient cessé leurs activités. Compte tenu des circonstances et de la non-coopération avec le Parlement européen, il est proposé que le Bureau fixe le montant final de la subvention à zéro. » Plus loin, il conclut que « pour les 22 bénéficiaires mentionnés dans cette note (à l'exception de EUD, CVF et FP) [...] il est donc proposé d'approuver les rapports finaux ». EUD ayant renoncé à sa demande de subvention, il ne reste plus que la Coalition pour la vie (CVF) et la famille et sa fondation affiliée Pegasus (FP) comme « un parti et une fondation » mentionnés ci-dessus. L'annexe 1 de la note confirme qu'aucun préfinancement n'a été versé à ces deux entités.